# Naum Sztarkman
Naum Sztarkman (ur. 28 września 1927 w Żytomierzu; zm. 19 lipca 2006 w Moskwie) – rosyjski pianista pochodzenia ukraińskiego; laureat V nagrody na V Międzynarodowym Konkursie Pianistycznym im. Fryderyka Chopina (1955). 

## Życiorys
Gry na fortepianie uczył się Dziesięcioletniej Szkole Muzycznej w Kijowie, ale z powodu wojny w 1941 musiał przenieść się do Swierdłowska. W latach 1944–1949 studiował w Konserwatorium Moskiewskim u Konstantina Igumnowa. W 1949 rozpoczął współpracę z Filharmonią Moskiewską.
W trakcie swojej kariery wziął udział w trzech ważnych konkurach pianistycznych:
- V Międzynarodowy Konkurs Pianistyczny im. Fryderyka Chopina (1955) – V nagroda[2]
- Międzynarodowy Konkurs im. Vianny da Motty w Lizbonie (1957) – I nagroda[3]
- Międzynarodowy Konkurs Muzyczny im. Piotra Czajkowskiego (1958) – III nagroda[3]

Występował głównie w ZSRR, łącząc swoje występy z pracą pedagogiczną w moskiewskim Instytucie Muzyczno-Pedagogicznym im. Gniesinych (obecnie Rosyjska Akademia Muzyczna im. Gniesinych) oraz Konserwatorium Moskiewskim. W Polsce ostatni raz wystąpił w 1992. Był jurorem Międzynarodowego Konkursu Pianistycznego im. Konstanina Igumnowa. Otrzymał tytuły Zasłużonego Artysty RFSRR (1990) oraz Ludowego Artysty Federacji Rosyjskiej (1996).
Zmarł 19 lipca 2006 w Moskwie. Został pochowany na Cmentarzu Wostriakowskim.

## Repertuar i dyskografia
W jego repertuarze znajdowały się utwory m.in. Fryderyka Chopina, Ferenca Liszta, Piotra Czajkowskiego, Roberta Schumanna, Franza Schuberta, Dmitrija Kabalewskiego i Fikrəta Əmirova. Nagrał kilka płyt, m.in. z muzyką Chopina i Czajkowskiego